# ورزشگاه طرابلس
ورزشگاه طرابلس (عربی: ملعب طرابلس) یک ورزشگاه چندمنظوره در شهر طرابلس، لیبی است.
این ورزشگاه که در سال ۱۹۷۰ ساخته شده دارای ۶۵٬۰۰۰ نفر ظرفیت است و ورزشگاه خانگی تیم ملی فوتبال لیبی می‌باشد.

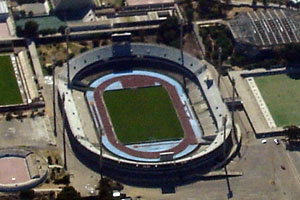
تصویر هوایی از ورزشگاه